# Polydema vansoni
Polydema vansoni är en fjärilsart som beskrevs av Lajos Vári 1961. Polydema vansoni ingår i släktet Polydema och familjen styltmalar. Inga underarter finns listade i Catalogue of Life.